# Здравеопазване при трансхората
Здравеопазването при трансполовите хора включва превенцията, диагностиката и лечението на физически и психологични заболявания, някои от които са специфични за тази група от населението. Основен аспект на здравеопазването при трансхората са медицинските процедури, потвърждаващи пола, още познати като „джендър терапия“ и медицински преход. Други основни теми са половото несъответствие, здравните рискове на медицинския преход, бремеността при трансхората и достъпа до здравеопазване на трансхората в различни краища на света, който като цяло е ограничен.

## Медицински преход
Медицинският преход, още познат като процедури, които потвърждават пола, „джендър терапия“ и физически преход, включва редица медицински манипулации, които променят външния вид и тялото на един трансчовек, за да се доближат те до половата му идентичност. Варианти за медицински преход съществуват от 1917 г. насам, а може би и от по-рано. Примери за подобни процедури са хормонотерапията, операциите за потвърждаване на пола и някои видове козметични процедури като обезкосмяване с лазер. Не всеки трансчовек иска да премине през медицински преход. Различните трансхора имат различни нужди и няма един общ и задължителен план за физически преход. Превантивните грижи са важна част от физическия преход и затова се препоръчва наблюдение от личен лекар за трансхора, които преминават през него.
Въпреки че не всички трансполови или небинарни хора изпитват полова дисфория, за достъп до полово потвърждаващи процедури обикновено се изисква официална диагноза на полова дисфория. На някои места се изисква психологическа оценка и писмо от психотерапевт, което да потвърди нуждата от процедури по физически преход, а на други се следва моделът на информираното доброволно съгласие, при който пациентът е информиран за рисковете и възможните ползи на физическия преход и му е предложена редовна подкрепа от страна на медицински лица.
Повечето трансхора, страдащи от полова дисфория, изпитват и високи нива на депресия и тревожност, а много дори посягат на живота си. Множество проучвания сочат, че хормонотерапията и операциите по потвърждаване на пола са свързани с драстично подобрено психическо здраве, социални и сексуални функции, както и подобрено цялостно качество на живот. По-малко от 1% от транспациенти съжаляват, че са се подложили на операция. Процедури по медицински преход сами по себе си не гарантират елиминация на половата дисфория. Някои трансхора се нуждаят от допълнителна психотерапия и други мерки за подобряване на психичното здраве.
Процедури по потвърждаване на пола са например:
- хормонотерапия;
- смаляване или премахване на гърдите;
- вагинопластика и вулвопластика;
- уголемяване на гърдите;
- фалопластика;
- хистеректомия;
- операция по феминизация на гласа;
- операция по смаляване на Адамовата ябълка.